# Fonfría (kommun i Spanien, Aragonien)
Fonfría är en kommun i Spanien.   Den ligger i provinsen Provincia de Teruel och regionen Aragonien, i den östra delen av landet, 230 km öster om huvudstaden Madrid. Arean är 20,4 kvadratkilometer.
Terrängen i Fonfría är kuperad åt nordväst, men åt sydost är den platt.